# Bouxwiller (Dolny Ren)
Bouxwiller – miejscowość i gmina we Francji, w regionie Grand Est, w departamencie Dolny Ren.
Według danych na rok 1990 gminę zamieszkiwały 3693 osoby.
W Bouxwiller urodził się polski lekarz i biolog Ludwik Henryk Bojanus.